# أوزوالدو نوفوا
أوزوالدو نوفوا (بالإسبانية: Oswaldo Novoa)‏ مواليد 2 فبراير 1982 في غوادالاخارا، هو ملاكم محترف مكسيكي يصنف ضمن فئة وزن الذبابة بدأ مسيرته الاحترافية سنة 2010. حقق بطولة المجلس العالمي للملاكمة.

## المسيرة الاحترافية
من نزالاته:
- خسر أمام مويسيس فوينتيس بالضربة القاضية (25-07-2015).
- انتصر على شيونغ تشاوزهونج بالضربة الفنية القاضية (05-02-2014).
- خسر أمام كارلوس فيلاردي بقرار فني (25-05-2012).
- خسر أمام خيسوس سيلفستر (27-05-2011).

## إحصائيات
خاض خلال مسيرته 23 نزالا، فاز في 14 وتعادل في 3 وخسر في 6. فاز بالضربة القاضية في 9 نزالات.

## روابط خارجية
- أوزوالدو نوفوا على موقع بوكس ريك (الإنجليزية) (registration required)